# Varicorhinus maroccanus
Varicorhinus maroccanus är en fiskart som först beskrevs av Günther 1902.  Varicorhinus maroccanus ingår i släktet Varicorhinus och familjen karpfiskar. IUCN kategoriserar arten globalt som otillräckligt studerad. Inga underarter finns listade i Catalogue of Life.